# Football Club Etzella Ettelbruck
 (mars 2017).
Si vous disposez d'ouvrages ou d'articles de référence ou si vous connaissez des sites web de qualité traitant du thème abordé ici, merci de compléter l'article en donnant les références utiles à sa vérifiabilité et en les liant à la section « Notes et références ».
Maillots
Actualités
Le FC Etzella Ettelbruck (FC Etzella Ettelbréck en luxembourgeois, forme raccourcie de Football Club Etzella Ettelbréck), est un club de football luxembourgeois, fondé en 1917 et basé à Ettelbruck. Il évolue en Promotion d'Honneur, la deuxième division luxembourgeoise de football.

## Historique
- 1917 : fondation du club sous le nom de FC Etzella Ettelbruck
- 1940 : le club est renommé FV Ettelbruck
- 1944 : le club est renommé FC Etzella Ettelbruck
- 2001 : 1re participation à une Coupe d'Europe (C3, saison 2001/02)
- 2011 : relégation en 2e division luxembourgeoise
- 2012 : remontée immédiate en 1re division luxembourgeoise

## Bilan sportif

### Palmarès
Le tableau suivant récapitule les performances du FC Etzella Ettelbruck dans les différentes compétitions officielles luxembourgeoises.
| Compétitions nationales | Compétitions internationales |
| --- | --- |
| - BGL Ligue - Vice-champion : 2005 et 2007 - Coupe du Luxembourg - Vainqueur : 2001 - Finaliste : 2003, 2004 et 2019 - Promotion d'Honneur (3) - Champion : 2000, 2003 et 2018 - Vice-champion : 1971, 1983, 1992 et 2012 | - Ligue Europa (C3) - Meilleure performance : 1er tour en 2005, 2006, 2007 et 2008 Anciennes compétitions - Coupe Intertoto - Meilleure performance : 2e tour en 2008 |

### Bilan européen
Note : dans les résultats ci-dessous, le score du club est toujours donné en premier.
| Saison    | Compétition     | Tour              | Club                | Domicile | Extérieur | Total  |
| --------- | --------------- | ----------------- | ------------------- | -------- | --------- | ------ |
| 2001-2002 | Coupe UEFA      | Tour préliminaire | Legia Varsovie      | 0 - 4    | 1 - 2     | 1 - 6  |
| 2003-2004 | Coupe UEFA      | Tour préliminaire | Kamen Ingrad Velika | 1 - 2    | 0 - 7     | 1 - 9  |
| 2004-2005 | Coupe UEFA      | Premier tour Q    | Haka Valkeakoski    | 1 - 3    | 1 - 2     | 2 - 5  |
| 2005-2006 | Coupe UEFA      | Premier tour Q    | ÍBK Keflavík        | 0 - 4    | 0 - 2     | 0 - 6  |
| 2006-2007 | Coupe UEFA      | Premier tour Q    | Åtvidabergs FF      | 0 - 3    | 0 - 4     | 0 - 7  |
| 2007-2008 | Coupe UEFA      | Premier tour Q    | HJK Helsinki        | 0 - 1    | 0 - 2     | 0 - 3  |
| 2008      | Coupe Intertoto | Premier tour      | Lokomotiv Tbilissi  | 0 - 0    | 2 - 2     | 2E - 2 |
| 2008      | Coupe Intertoto | Deuxième tour     | Saturn Ramenskoïe   | 1 - 1    | 0 - 7     | 1 - 8  |

Légende
- Victoire ou qualification pour le tour suivant
- Match nul
- Défaite ou élimination de la compétition

## Anciens joueurs
- Joé Flick
- Gilson Delgado
- Claudio da Luz
- David Da Mota
- Daniel Da Mota
- Kevin Holtz
- Alphonse Leweck
- Charles Leweck
- Carlos Ferreira
- Patrick Grettnich
- Dave Turpel
- Cédric Moukouri